# NeuroNation
 (juillet 2016).
NeuroNation et le produit médical marqué CE NeuroNation MED sont des applications logicielles de Synaptikon GmbH, une société allemande de technologie de la santé qui se concentre sur la recherche, le développement et la distribution d'interventions d'entraînements cognitifs personnalisées et multi-domaines dont l'efficacité a été prouvée.
NeuroNation est une application d'entraînement cognitif multimodal pour la prévention et l'amélioration cognitive. NeuroNation MED est une application mobile d'entraînement cognitif informatisé multi-domaine basée sur des exercices gamifiés, développée pour les utilisateurs souffrant de troubles cognitifs. Les connaissances en matière de santé sont transmises par le biais d'éléments de psycho-éducation in-app et d'informations sur la santé du cerveau. Le dispositif médical marqué CE est destiné à aider les patients à atténuer les symptômes des troubles cognitifs légers ou modérés, acquis ou neurodégénératifs.
Grâce à des exercices ludiques, l'utilisateur est en mesure d'entraîner la cognition globale et les domaines spécifiques, la vitesse de traitement des noms, le raisonnement, l'attention et la mémoire de travail. Pareillement, grâce à une série d’exercices cognitifs définis, un profil cognitif individuel du patient est créé et un entraînement cognitif personnalisé lui est adapté afin d'atténuer les déficits cognitifs.

## Les preuves de l'entraînement cognitif de NeuroNation
NeuroNation MED représente une nouvelle approche d'une version gamifiée et interactive de l'intervention cognitive informatisée et est conçu selon les "meilleures pratiques" des dernières directives sur les interventions neurologiques et neuropsychologiques. Le dispositif médical est conçu conformément aux directives de la Société allemande de neurologie (DGN) et de la Société de neuropsychologie (GNP) : 
Guideline : Diagnostic et thérapie des troubles de la mémoire dans les maladies neurologiques : "Les patients souffrant de troubles de la mémoire devraient bénéficier d'un entraînement cognitif spécifique axé sur la fonction ou la stratégie (niveau de preuve Ib ; grade de recommandation A). L'efficacité de la méthode dépend de la fréquence de l'entraînement (au moins 10 séances sont considérées comme une bonne pratique clinique)."
Ligne directrice : Diagnostic et thérapie des dysfonctionnements exécutifs dans les maladies neurologiques - Exercice cognitif en général : force de la recommandation A ; entraînement de la mémoire de travail : force de la recommandation A".
Ligne directrice : Diagnostic et traitement des troubles de l'attention dans les maladies neurologiques : Les auteurs émettent une recommandation de force A pour les batteries d'entraînement informatisées qui s'adressent à des fonctions attentionnelles spécifiques.
NeuroNation a aussi participé au projet scientifique "Brain Rehabilitation Assessment und Intervention" (BRAIN), un projet collaboratif financé par le ministère fédéral allemand de l'éducation et de la recherche pour développer une approche holistique d'une évaluation cognitive interactive sensible et d'une intervention d'entraînement cognitif informatisée.
Dans le cadre du projet "Intera-KT" , NeuroNation collabore avec l'hôpital universitaire Charité de Berlin et d'autres partenaires pour numériser les tests cognitifs sur papier. Notre objectif est d'améliorer la fiabilité et la précision du diagnostic des tests afin de détecter et de contrer les maladies à un stade précoce.

## Les preuves scientifiques de l'efficacité de l'entraînement cognitif avec NeuroNation ont été et continuent d'être recueillies dans plusieurs études
L'étude la plus récente est actuellement en cours et recrute des patients souffrant de troubles cognitifs légers (F06.7) et des patients souffrant de l'état Post COVID-19 (U09.9).
L'objectif de l'étude est juger l'efficacité de l'application d'entraînement "Neuronation MED" en ce qui concerne les performances cognitives des patients souffrant de troubles cognitifs légers. L'application sera utilisée pendant 12 semaines, à raison de trois séances d'une durée d'environ 45 minutes chacune par semaine. Le groupe de contrôle sera un groupe qui recevra l'accès à l'application après 3 mois (attente) et qui recevra les soins normaux prescrits par un médecin ou ne recevra pas de soins.
NeuroNation, en tant qu'entraînement cognitif, a été validé auprès de participants sains, montrant des effets positifs sur la mémoire de travail ,,, la mémoire et les fonctions exécutives. L'une de ces études, menée par l'école de médecine MSH de Hambourg et l'université de Würzburg, a montré que les exercices de NeuroNation sont efficaces. Après 21 séances d'entraînement, les participants du groupe d'entraînement ont pu améliorer leur mémoire, leur concentration et leur bien-être subjectif général tel que mesuré par le Cognitive Failure Questionnaire. D'autres caractéristiques cognitives telles que la vitesse de traitement ont également augmenté. Les améliorations observées ont été nettement supérieures à celles du groupe témoin. Une étude portant sur des participants plus âgés évoluant dans des environnements de travail monotones a montré des effets atténuant le déclin cognitif lié à l'âge et à l'emploi.
Plusieurs études achevées et encore en cours de publication scientifique se sont penchés sur l'entraînement cognitif avec NeuroNation chez des adultes plus âgés afin de déterminer l'effet sur le multitâche cognitif-moteur ou de prévenir le déclin cognitif (Maintain Your Brain,,, AgeWell.de,). Maintain Your Brain (MYB) cible le domaine du "vieillissement en bonne santé" et constitue la plus grande étude au monde dans ce segment avec plus de 8 000 participants ciblés. Le projet AgeWell.de vise à explorer les meilleures approches possibles pour un vieillissement en bonne santé et à prévenir ou au moins retarder le déclin cognitif chez les patients présentant un risque accru de démence. NeuroNation propose des exercices d'entraînement cognitif aux participants du projet. Une première étude d'intervention menée en Finlande a déjà donné des résultats prometteurs : En adoptant les bonnes approches en matière d'exercice, de régime alimentaire et d'entraînement cérébral, le risque de déclin cognitif a été réduit de 31 %.
Dans une série d'études scientifiques, NeuroNation a été utilisé dans le cadre d'une rééducation multidisciplinaire de patients atteints de Chorea Huntigton,,,. Le groupe d'intervention a montré des améliorations significatives dans l'apprentissage et la mémoire verbale, l'attention, la flexibilité cognitive et la vitesse de traitement. De plus, un effet positif sur le sommeil, la performance en double tâche et la perte de volume de matière grise hypothalamique a été constaté. Bien que ces études aient été basées sur des échantillons de petite taille en raison de la nature rare de la maladie, les résultats ont été prometteurs.
Des scientifiques de la clinique universitaire de Cologne ont étudié l'effet de NeuroNation sur la mémoire de travail visuo-spatiale chez des patients atteints de la maladie de Parkinson, et ont montré l'efficacité de l'entraînement de la mémoire de travail chez ces patients atteints de la maladie de Parkinson sans troubles cognitifs. L'étude a mis en évidence un léger effet sur la mémoire de travail verbale. En effet, les chercheurs sont parvenus à la conclusion que l'entraînement cognitif informatisé pourrait être une intervention efficace pour prévenir le déclin cognitif dans ce groupe de patients. Les données de cette étude ont également été analysées pour prédire les performances de l'entraînement en fonction des paramètres personnels et de l'entraînement,. D’ailleurs une efficacité neuronale accrue a été trouvée comme corrélat neuronal de l'entraînement cognitif. Une autre étude sur l'entraînement cognitif avec des patients atteints de la maladie de Parkinson est toujours en cours de publication scientifique.
Actuellement, une étude est aussi prévue à la clinique universitaire de Bonn pour évaluer l'entraînement cognitif personnalisé à domicile à l'aide de l'application mobile NeuroNation chez les adultes atteints de TDAH. L'objectif de cet examen est d'étudier l'influence d'un nouveau programme d'entraînement cognitif " NeuroNation MED " sur les déficiences cognitives qui peuvent survenir en présence d'un trouble déficitaire de l'attention avec hyperactivité (TDAH). Il peut s'agir, par exemple, de troubles de la capacité de concentration, de la mémoire et de la planification. D’autre part, l'influence du programme d'entraînement cognitif sur la participation sociale, l'humeur dépressive et la qualité de vie liée à la santé sera évaluée. Enfin, nous déterminerons si le programme d'entraînement est adapté à l'utilisation et si l'expérience de l'application est attrayante pour le groupe d'utilisateurs.
D’un autre côté, NeuroNation est actuellement utilisé dans le cadre de la neuro-réhabilitation avec entraînement cérébral par WideCare (Post- et Long Covid), la Croix-Rouge, les cliniques Hamm, Medical Park, Alexianer.